# Poa flabellata
Poa flabellata är en gräsart som först beskrevs av Jean-Baptiste de Lamarck, och fick sitt nu gällande namn av François Vincent Raspail. Poa flabellata ingår i släktet gröen, och familjen gräs. Inga underarter finns listade i Catalogue of Life.

## Bildgalleri

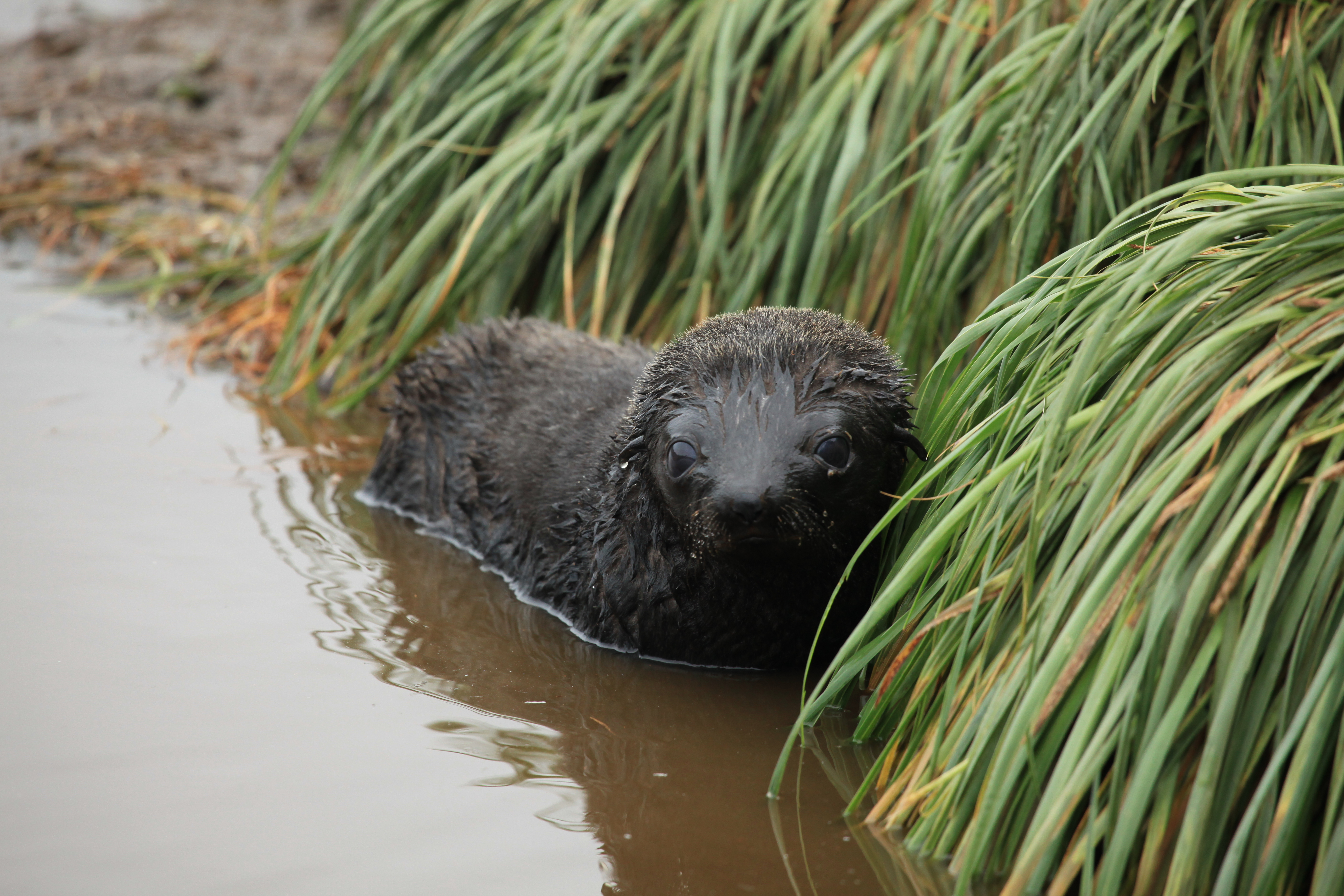
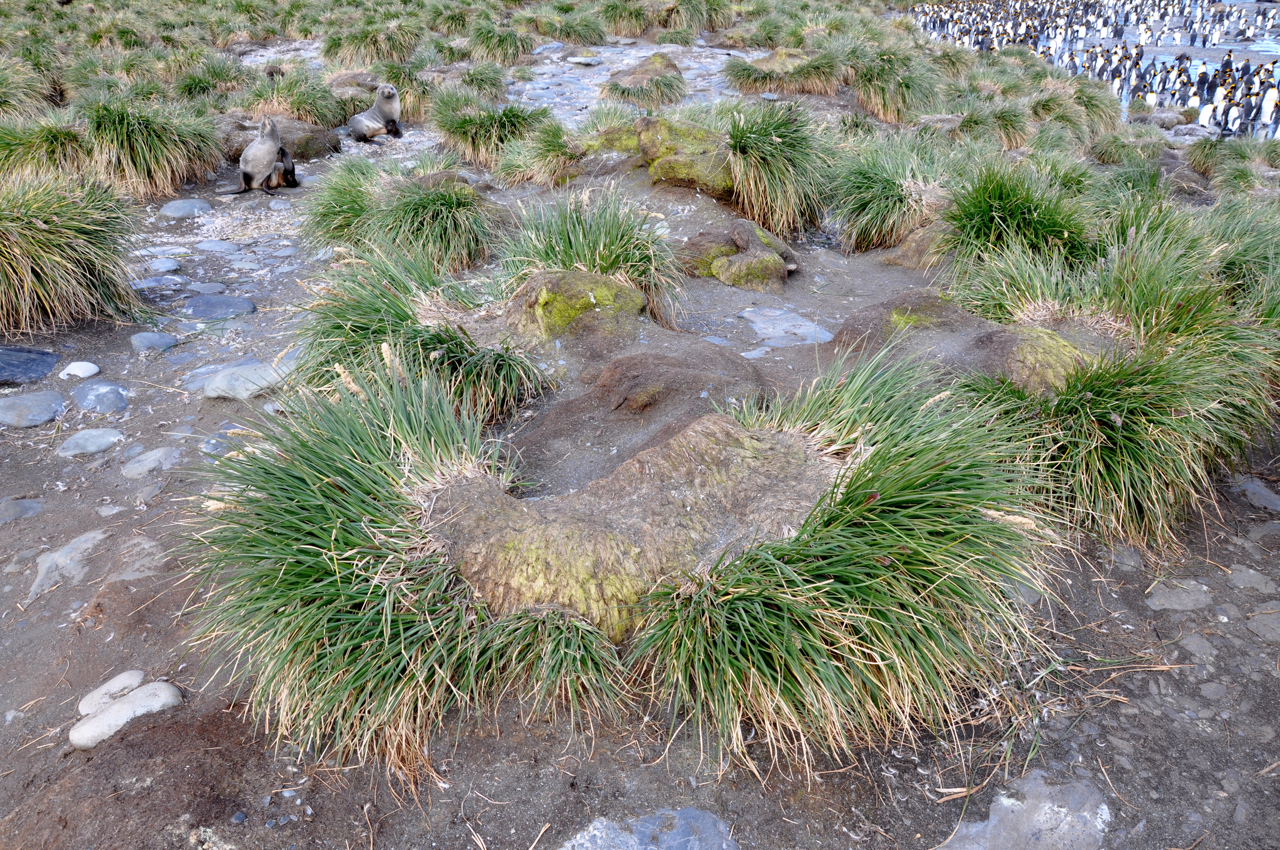
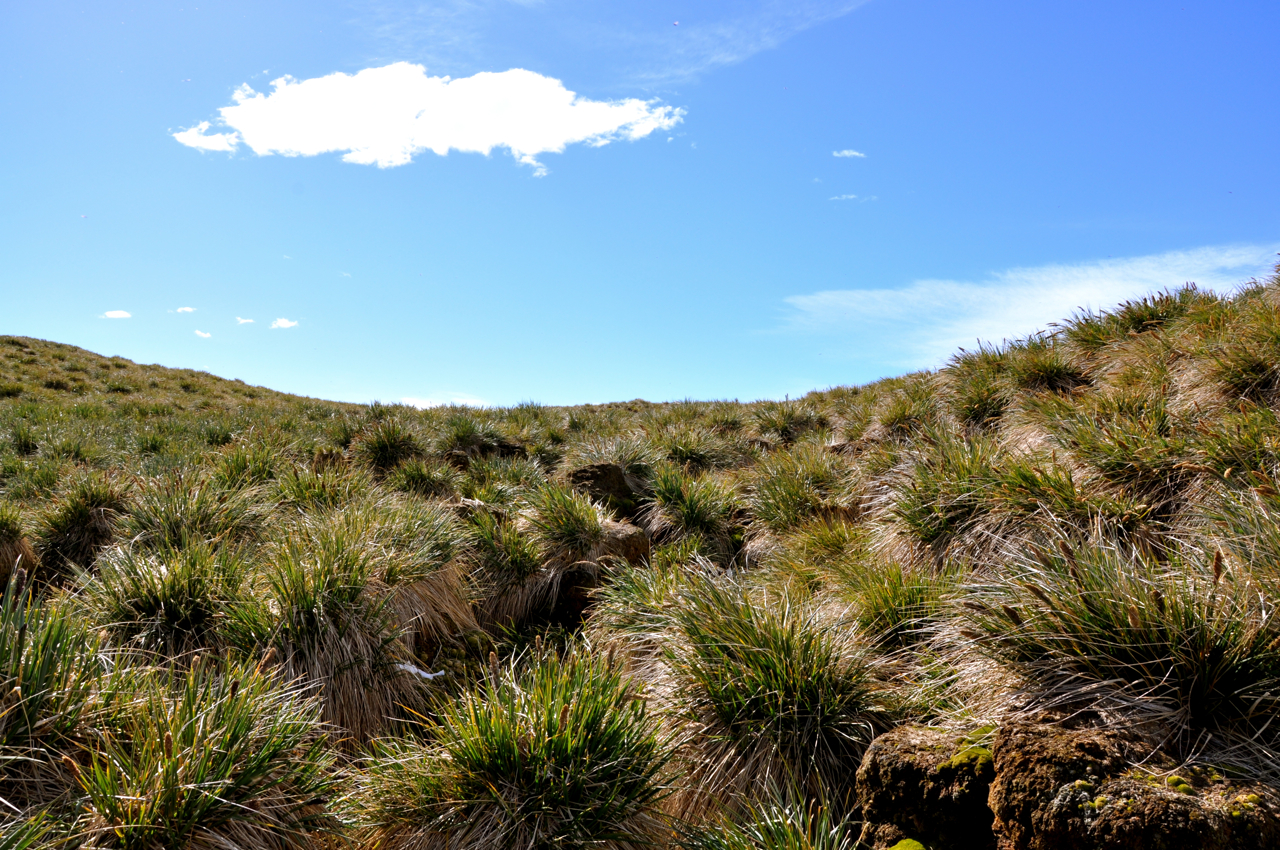
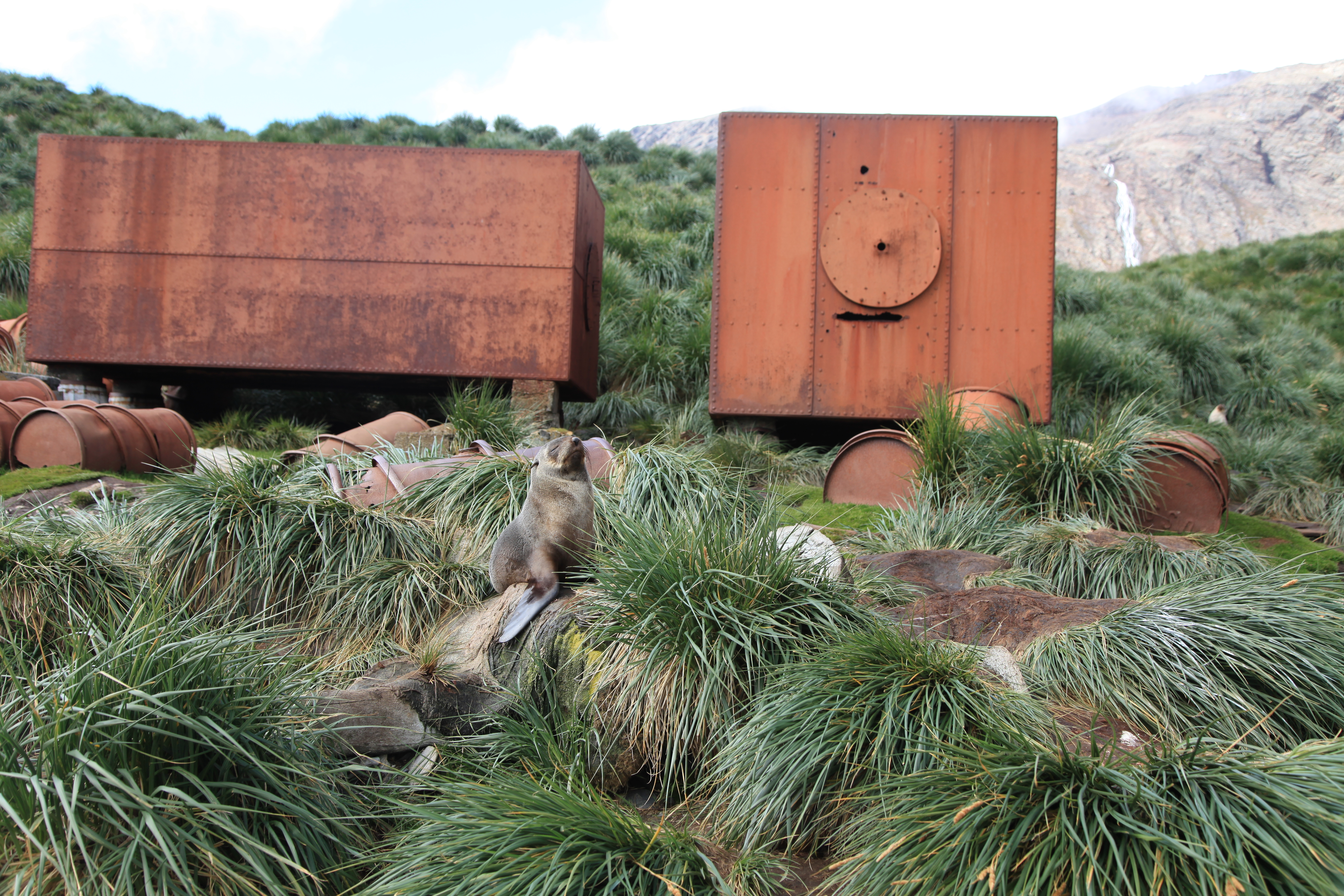